# Nombre 173
El nombre 173 (CLXXIII) és el nombre natural que segueix el nombre 172 i precedeix el nombre 174.
La seva representació binària és 10101101, la representació octal 255 i l'hexadecimal AD.
És un nombre primer; altres factoritzacions són 1×173.
Es pot representar com a la suma de tres nombres primers consecutius: 53 + 59 + 61 = 173.